# أندرو ساول
أندرو ساول هو خبير مالي وسياسي أمريكي، ولد في 6 نوفمبر 1946 في نيويورك في الولايات المتحدة. نشط حزبياً في الحزب الجمهوري.